# Barón Rojo

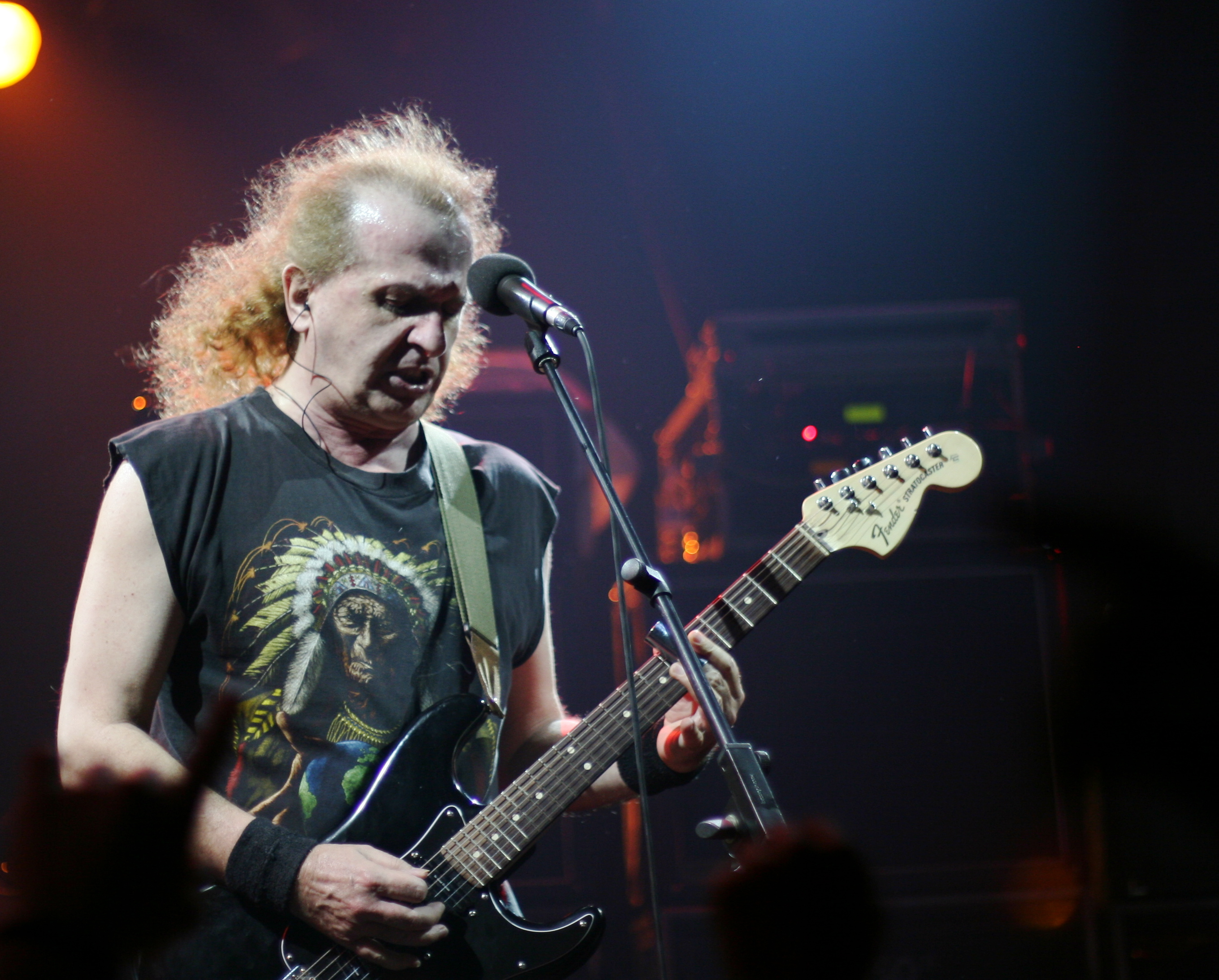
Een optreden van Barón Rojo in Barcelona

Barón Rojo is een Spaanse, invloedrijke hardrockband uit Madrid, opgericht in 1980 door de gebroeders De Castro.

## Biografie
De gebroeders Armando en Carlos de Castro speelden voorheen bij de rockband Coz. Ze begonnen als een hardrockband, maar de muziek veranderde later in op pop/rock georiënteerde muziek, dit om de kans te krijgen hun eerste album op te nemen. De twee broers waren ontevreden over het nieuwe geluid van Coz en verlieten de band. Kort daarna werd Barón Rojo geformeerd, door drummer Hermes Calabria en zanger-bassist José Luis "Sherpa" Campuzano te rekruteren. In 1981 zag hun debuutalbum Larga Vida Al Rock 'N Roll het levenslicht. Dit album, dat in hun thuisland goed werd ontvangen, werd geproduceerd door de toentertijd populaire rock-dj Vicente Mariscal Romero. Het werd uitgebracht op Chapa/Zafiro Records. Dit resulteerde uiteindelijk in een aantal concerten in Londen. Kort daarna maakten ze kennis met zanger Bruce Dickinson, bekend van onder andere Samson en Iron Maiden. Met hem speelden ze een aantal jamsessies in de Greyhound Club onder de naam Red Baron. De band zelf was eigenlijk niet zo tevreden met deze naam en keerde kort daarna terug naar Barón Rojo.
Tijdens hun bezoek aan de Verenigd Koninkrijk namen ze hun tweede album op, getiteld Volumen Brutal, ditmaal in de studio van Ian Gillan, bekend van Deep Purple, en met als gastmuzikanten Colin Towns (Ian Gillan Band) op keyboard, Mel Collins (ex-King Crimson) op saxofoon, John Sloman (voormalig zanger van Uriah Heep) en Dickinson. Het album verscheen in 1982 en werd in Spanje vrij snel platina. De band besloot om hetzelfde album nogmaals op te nemen en uit te brengen, ditmaal met Engelse teksten. Daardoor kregen ze ook succes in andere landen van Europa en tevens in Japan. Tijdens een kleine tournee door Engeland maakte de band kennis met Michael Schenker, met wie een hechte vriendschap ontstond. Dit zorgde uiteindelijk voor de mogelijkheid te mogen spelen op het Reading Festival (editie 1982). Hier gaven ze een optreden voor 18.000 toeschouwers. Ze deelden het podium met grote namen als Gary Moore, Iron Maiden, Y&T, Michael Schenker Group, Twisted Sister en Marillion. Dit zorgde mede voor de grote doorbraak van de groep en een aantal weken later speelden ze in het beroemde Hammersmith Odeon in Londen.
In februari 1984 trad de band op in Madrid voor 24.000 toeschouwers. Tevens speelden ze dat jaar op het Heavy Sound Festival in België met onder andere Mercyful Fate en Motörhead. De toentertijd nog redelijk onbekende thrashmetalband Metallica opende voor Barón Rojo.
Door de jaren heen volgden vele succesvolle concerten in en rondom Spanje. Er vonden ook meerdere veranderingen in de bezetting plaats. In 2002 trad de band op tijdens het Viña Rock Festival voor 40.000 toeschouwers.
Heden ten dage wordt Barón Rojo gezien als een van de oudste en meest gerespecteerde hardrockbands van Spaanse afkomst.

## Bandleden
Laatst bekende bezetting:
- Armando de Castro (gitaar, zang)
- Carlos de Castro (gitaar, zang)
- Tony Ferrer (basgitaar)
- Rafael Diaz (drums)

Oud-leden:
- José Luis "Sherpa" Campuzano (zang, basgitaar)
- Maxi González (zang)
- Pepe Bao (basgitaar)
- José Martos (drums)
- Nicolás "Niko" Del Hierro (basgitaar)
- José "Ramakhan" Antonio Del Nogal (drums)
- Ángel Arias Guzmán (basgitaar)
- Hermes Calabria (drums)
- Valeriano Rodríguez (drums)
- José Luis Aragón (basgitaar)

## Discografie

### Albums
- 1981 - Larga Vida Al Rock 'N Roll
- 1982 - Volumen Brutal (Spaanse versie)
- 1982 - Volumen Brutal (Engelse versie)
- 1983 - Metalmorfosis
- 1985 - En Un Lugar De La Marcha
- 1987 - Tierra De Nadie
- 1988 - No Va Más
- 1989 - Obstinato
- 1992 - Desafío
- 1997 - Arma Secreta
- 2001 - 20 +
- 2003 - Perversiones
- 2006 - Ultimasmentes

### Livealbums
- 1984 - Baron Al Rojo Vivo
- 1986 - Siempre Estas Allí
- 2002 - Baron En Aqualung
- 2007 - Desde Baron A Bilbao

### Singles
- 1981 - Con Botas Sucias / Chica De La Ciudad
- 1981 - Larga Vida Al Rock & Roll
- 1982 - Los Rockeros Van Al Infierno / Incomunicación
- 1982 - Resistiré
- 1983 - Casi Me Mato
- 1983 - Invulnerable / Herencia Letal
- 1983 - El Malo
- 1984 - Campo De Concentración
- 1984 - Concierto Para Ellos
- 1985 - Breakthoven
- 1985 - Cuerdas De Acero
- 1986 - Hijos De Caín
- 1987 - Pico De Oro
- 1987 - Tierra De Nadie / El Precio Del Futuro
- 1988 - Trampa y Cartón
- 1988 - Travesía Urbana
- 1989 - Get On Your Knees
- 1992 - Desafio
- 1992 - Te Espero En El Infierno
- 1995 - Larga Vida Al Baron (Engelse versie)
- 1997 - Arma Secreta
- 1999 - Cueste Lo Que Cueste
- 2001 - Fronteras
- 2002 - Baron En Aqualung
- 2003 - Perversiones

### Dvd
- 2002 - Baron en divino
- 2006 - Las Aventuras De Baron

### Split-lp/cd's met andere bands
- 1982 - Especial Heavy
- 1984 - Especial Heavy II
- 1989 - Archivo De Plata Del Pop Español - Vanguardistas
- 1999 - Los Grandes Del Heavy Español
- 2001 - Rock Sin Límites

### Compilaties
- 1983 - Grandes Temas
- 1995 - Larga Vida Al Barón
- 1999 - Cueste Lo Que Cueste
- 2006 - Las Aventuras De Baron

## Trivia
- Gitarist Armando de Castro werd uitgeroepen tot beste Spaanse gitarist van de eeuw na een opiniepeiling onder de lezers van het Britse tijdschrift Special Reader.
- Lars Ulrich van Metallica gaf in het verleden tijdens een interview aan dat Volumen Brutal uit 1982 een van zijn favoriete albums is.